# سایروس ساهوکار
سایروس ساهوکار (به انگلیسی: Cyrus Sahukar) (زاده ۶ اوت ۱۹۸۲) بازیگر هندی است.
از فیلم‌هایی که وی در آن نقش داشته است می‌توان به عایشا و ماسکا اشاره کرد.